# ایکجا
ایکِجا (به لاتین: Ikeja) شهری در نیجریه و مرکز ایالت لاگوس است.

## خصوصیات
ایکِجا ۴۹٫۹۲ کیلومترمربع مساحت و ۸۶۱٬۳۰۰ نفر جمعیت دارد و ۳۹ متر بالاتر از سطح دریا واقع شده‌است.